# Fundulopanchax moensis
Fundulopanchax moensis är en fiskart som först beskrevs av Radda, 1970.  Fundulopanchax moensis ingår i släktet Fundulopanchax och familjen Nothobranchiidae. IUCN kategoriserar arten globalt som otillräckligt studerad. Inga underarter finns listade i Catalogue of Life.